# Florian Ramoser
Florian Ramoser (Bolzano, 7 ottobre 1979) è un ex hockeista su ghiaccio italiano, di ruolo difensore.

## Carriera

### Club
La carriera hockeistica di Florian Ramoser iniziò in Serie A2 nel 1995 nel Renon, squadra della sua città e nella quale rimase fino al 2002, totalizzando oltre 200 presenze con 42 punti all'attivo. Nell'estate del 2002 passò all'Asiago Hockey, formazione con cui giocò fino al 2004 conquistando il primo trofeo personale, la Supercoppa del 2003.
Nel 2004 Ramoser passò all'Hockey Club Bolzano, collezionando nel corso delle stagioni numerosi trofei: due scudetti consecutivi, tre edizioni della Coppa Italia e altre tre edizioni della Supercoppa italiana. Nella Supercoppa italiana del 2007 fu autore della rete decisiva nel successo per 1-0 contro la SG Cortina.
Ramoser si ritirò al termine della stagione 2009-2010, all'età di 30 anni, dopo quattordici stagioni trascorse nel mondo professionistico italiano.

### Nazionale
Ramoser ha giocato stabilmente in nazionale dal 2004 al 2008, conquistando il titolo di Prima Divisione nel 2005, prendendo parte anche al torneo olimpico di Torino 2006. Nelle stagioni successive fu convocato per i campionati mondiali del 2006 e del 2007.

## Palmarès

### Club
- Campionato italiano: 2

Bolzano: 2007-2008, 2008-2009
- Coppa Italia: 2

Bolzano: 2006-2007, 2008-2009
- Supercoppa italiana: 4

Asiago: 2003
Bolzano: 2004, 2007, 2008

### Nazionale
- Campionato mondiale di hockey su ghiaccio - Prima Divisione: 1

Paesi Bassi 2005